# Grigorowitsch M-4
Die Grigorowitsch M-4 (russisch Григорович М-4, auch Schtschetinin Schtsch-4 (Щ-4), nach dem Herstellungsbetrieb in Sankt Petersburg, Schetinin) war ein einmotoriges Flugboot russischer Herkunft.

## Entwicklung
Die M-4 entsprach bis auf Änderungen des Tragflügelprofils und des Bootskörpers der Grigorowitsch M-3. Das zweisitzige Flugzeug wurde in Gemischtbauweise hergestellt. Die Piloten fanden nebeneinander Platz. Der Antrieb erfolgte erst durch einen Gnôme-Monosoupape-Motor von 100 PS, der einen Schubpropeller antrieb.
Gegenüber der M-3 wurden die zur Stabilisierung auf dem Wasser am Ende des unteren Tragflügels befindlichen Stützschwimmer überarbeitet. Die Bootsstufe erhielt eine konkave Form und der Kiel eine geringe längslaufende Steigung. Das Leitwerk konnte im Flug verstellt werden, um auch bei Ausfall des Motors noch Auftrieb liefern zu können.
Der Erstflug fand 1915 statt und der Typ erwies sich in der Erprobung in Sewastopol als brauchbar. Es wurden insgesamt vier Maschinen hergestellt. Je zwei wurden für Aufklärungsflüge über dem Schwarzen Meer und dem Baltikum eingesetzt.

## Technische Daten
| Kenngröße    | Daten              |
| ------------ | ------------------ |
| Spannweite   | 13,68 m            |
| Länge        | 8,0 m              |
| Flügelfläche | 33,5 m²            |
| Startmasse   | 870 kg             |
| Triebwerk    | Gnome Monosoupape  |
| Leistung     | 74 kW (ca. 100 PS) |